# Дитрих II фон Геминген
Дитрих II фон Геминген „Стари“ (на немски: Dietrich 'der Ältere' von Gemmingen; Dietrich II; † ок. 1374) е благородник от стария алемански рицарски род Геминген в Крайхгау в Баден-Вюртемберг от „линията Щайнег на фрайхерен фон Геминген“, споменат от 1339 г. Дитрих „Стари“ е основател на клон А (с днешната резиденция: замък Гутенберг).
Той е син на Дитер I фон Геминген († сл. 1283/1287) и съпругата му Мехтилд (Меца) фон Талхайм († ок. 1297), дъщеря на Фридрих фон Талхайм. Внук е на Албрехт фон Геминген († пр. 1283) и Гертруд фон Найперг. Брат е на Дитер фон Геминген „Млади“ († 1359), женен за Анна фон Госхайм († сл. 1359).
През 1352 г. Дитрих Стари получава една трета от замъка в Геминген. Той купува и други имоти. Той има множество собствености преди всичко в Крайхгау.
Дитрих „Стари“ и брат му Дитер „Млади“ разделят територията на фамилията на два съществуващи и днес клона: А (с днешната резиденция: замък Гутенберг) и Б (с днешната резиденция: замък Хорнберг). Дитрих „Стари“ е основател на клон А, а Дитер „Млади“ е основател на клон Б.

## Фамилия
Дитрих II фон Геминген „Стари“ се жени за Елизабет фон Мауер († 14 февруари 1354, Геминген и погребана там). Те имат децата:
- Дитрих IV фон Геминген, „преим. на Дитер“ († 3 март 1414), споменат от 1372 г., женен I. ок. 1365 г. за Елз фон Заксенхайм († ок. 1389), II. ок. 1391 г. за Елз фон Франкенщайн; има общо три сина и три дъщери
- Елз, спомената от 1382 г. като абатиса на манастир Билигхайм
- Метца (Мехтхилд) фон Геминген, омъжена за Райнхард фон Найперг († 14 март 1377, Ройтлинген в битка)